# St. Mauritius (Hildesheim)
Die ehemalige Stiftskirche St. Mauritius in Hildesheim ist eine römisch-katholische Pfarrkirche auf dem nach ihr benannten Moritzberg, 107 m über dem Meeresspiegel und anderthalb Kilometer westlich der Altstadt. Ihre Pfarrei gehört zum Dekanat Hildesheim des Bistums Hildesheim.
Die 1058–1072 errichtete frühromanische Basilika ist ohne wesentliche äußere Veränderungen erhalten. Das Innere ist jedoch seit dem 18. Jahrhundert barockisiert.

## Geschichte

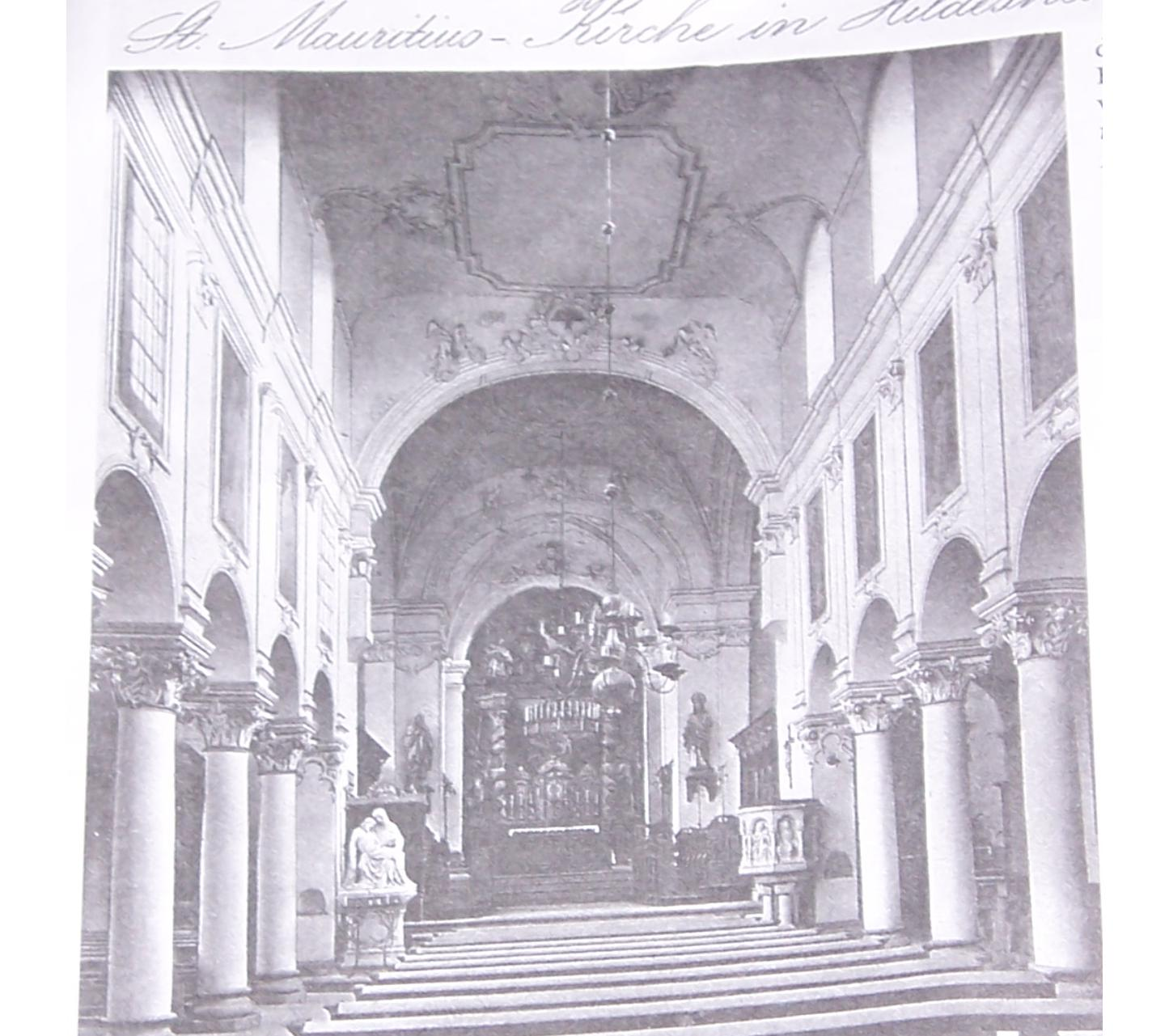
Innenansicht 1911 (Zustand bis 1969)

Auf der früher Zierenberg genannten Anhöhe dürfte sich schon in altsächsischer Zeit eine heidnische Kultstätte befunden haben. Grabungen in der Krypta legten in den 1950er-Jahren eine kleine quadratische Taufkapelle frei, die aus der Frühzeit der Christianisierung nach der fränkischen Eroberung stammt.
1024 ließ Bischof Godehard den strategisch wichtigen Platz befestigen und errichtete bei dem Baptisterium eine Kapelle, der er das Patrozinium seines Heimatklosters St. Mauritius in Niederaltaich gab. Hierher begab er sich 1038, um zu sterben.
Bischof Hezilo gründete an dieser Stelle um 1055 ein Kanonissen-Stift, das er 1068 in ein Kollegiatstift umwandelte. 1058 beauftragte er den Hildesheimer Domschulleiter und Baumeister Benno mit dem Bau der Stiftskirche. Geweiht wurde St. Mauritius 1072 durch Bischof Hezilo in Anwesenheit König Heinrichs IV. und des Kölner Erzbischofs Anno. Hezilo wurde in der Kirche bestattet. Sein Grab befindet sich unter der Orgelempore, daneben eine Stifterfigur von 1694.
1153 wurde Rainald von Dassel Propst des Moritzstifts und ließ den Turm der Kirche erneuern. Unter Lippold von Steinberg wurde der Chor 1413 in gotischen Formen umgebaut.
Im Dreißigjährigen Krieg wurden die Stiftsgebäude schwer beschädigt. Die Wiederherstellungsarbeiten waren erst um 1750 abgeschlossen. Seit 1765 erhebt sich auf der quadratischen romanischen Basis der oktogonale Turm mit Barockhaube. Die Barockisierung des Innenraums und der Ausstattung war 1745 fertiggestellt. Daniel und Ernst Ditrich Bartels schufen den Hochaltar (1692–1735) mit den Figuren des auferstandenen Christus (oben), Johannes des Täufers (rechts) und des heiligen Mauritius als „Mohr“ und Anführer der Thebäischen Legion (links). Das austauschbare Altargemälde zeigt die Überreichung des Rosenkranzes an den hl. Dominikus (Ende des 18. Jahrhunderts) oder zu den entsprechenden Zeiten des Kirchenjahres die Anbetung der Könige oder Christus am Ölberg.
Im Zuge der Säkularisation wurde das Moritzstift 1810 aufgehoben. Letzter Stiftsdechant war der spätere Bischof Godehard Joseph Osthaus. Die Kirche wurde Pfarrkirche.
Den Zweiten Weltkrieg überstand St. Mauritius ohne nennenswerte Schäden und somit blieb die gewachsene Ausstattung bis auf die Veränderungen 1969–1971 erhalten. 1971 wurde die nachkonziliare Umgestaltung mit der Weihe des neuen Volksaltars abgeschlossen. Durch die Entfernung des barocken Chorgestühls aus der Vierung (heute befindet es sich in der Heilig-Geist-Kapelle am Kreuzgang) wurde der Bereich für den Volksaltar zu den Querhausarmen hin geöffnet. Der Kreuzgang, dessen älteste Teile aus der Gründungszeit des Stiftes stammen, wurde 1974 baulich und gärtnerisch restauriert. Die Öffnungen waren im 18. Jahrhundert mit einer halbhohen Mauer verkleinert und der Innenhof mit dem bei der Barockisierung anfallenden Bauschutt aufgeschüttet worden. Den Haupteingang zur Kirche verlegte man vom Norden in den Westen und entfernte hierzu die dort stehende sogenannte Hezilo-Tumba und die umgebenden Bänke. Die Hezilo-Statue von 1694 ist nun an einem Pfeiler befestigt. In der Krypta wurden die der Fundamentierung des im Rahmen der Barockisierung erneuerten Turmes dienenden zusätzlichen Pfeiler wieder entfernt, nachdem der Turm zuvor durch Einbringen von Beton anderweitig stabilisiert worden war. Die Kanzel (1891) und eine Pieta (1902) an den Seiten des Mittelschiffes, beides aus Sandstein, entfernte man ebenso wie die Kommunionbank. 1984 erfolgte eine sorgfältige Innenrenovierung der Kirche. 2014 wurde durch Teilung der Sitzbänke ein Mittelgang geschaffen.
Seit dem 1. November 2014 gehören zur Pfarrei St. Mauritius auch die Kirchen St. Altfrid in Ochtersum, Mariä Heimsuchung in Neuhof, St. Michael in Marienrode und St. Nikolaus in Barienrode.

## Architektur

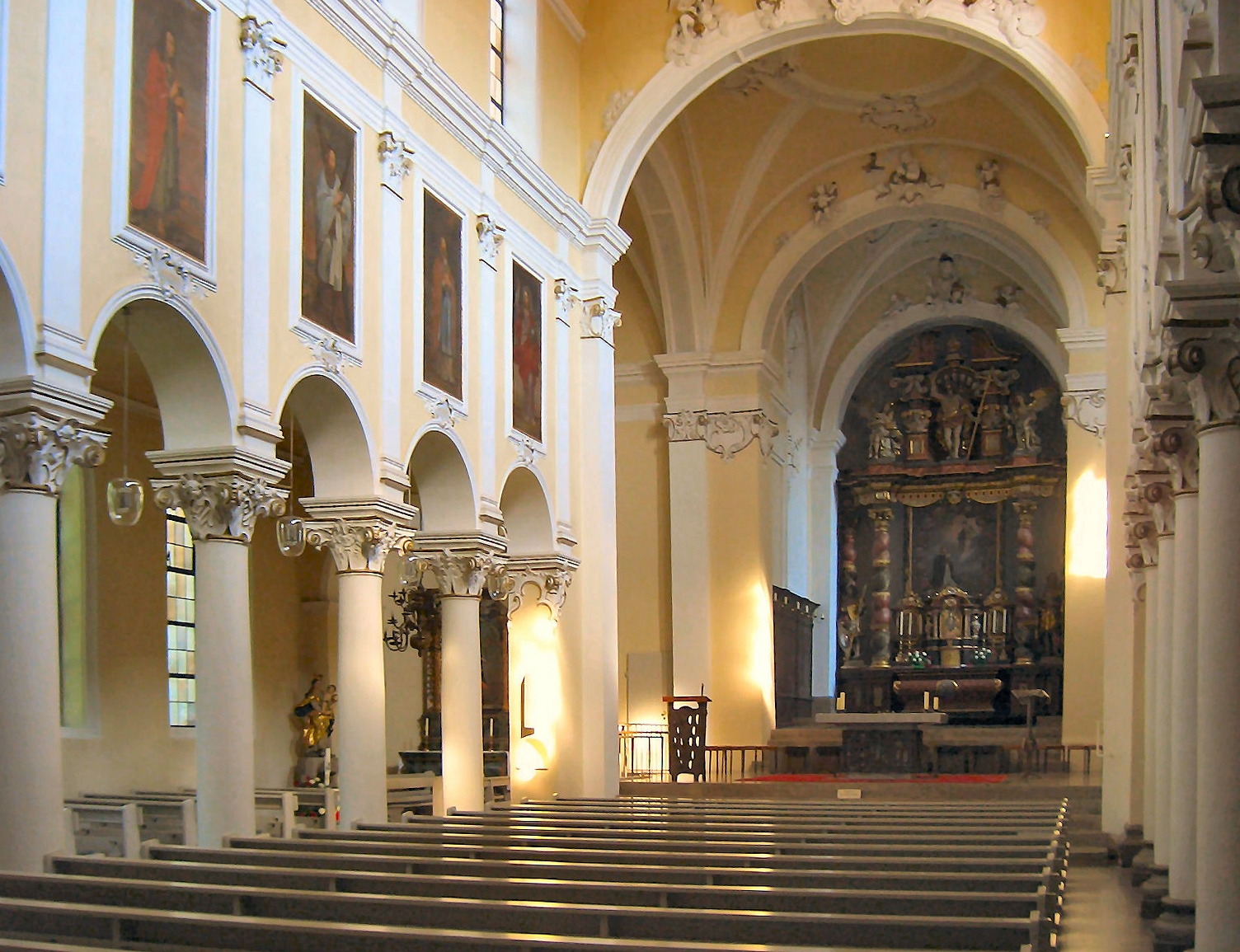
Mittelschiff ostwärts, Vierung, Chor

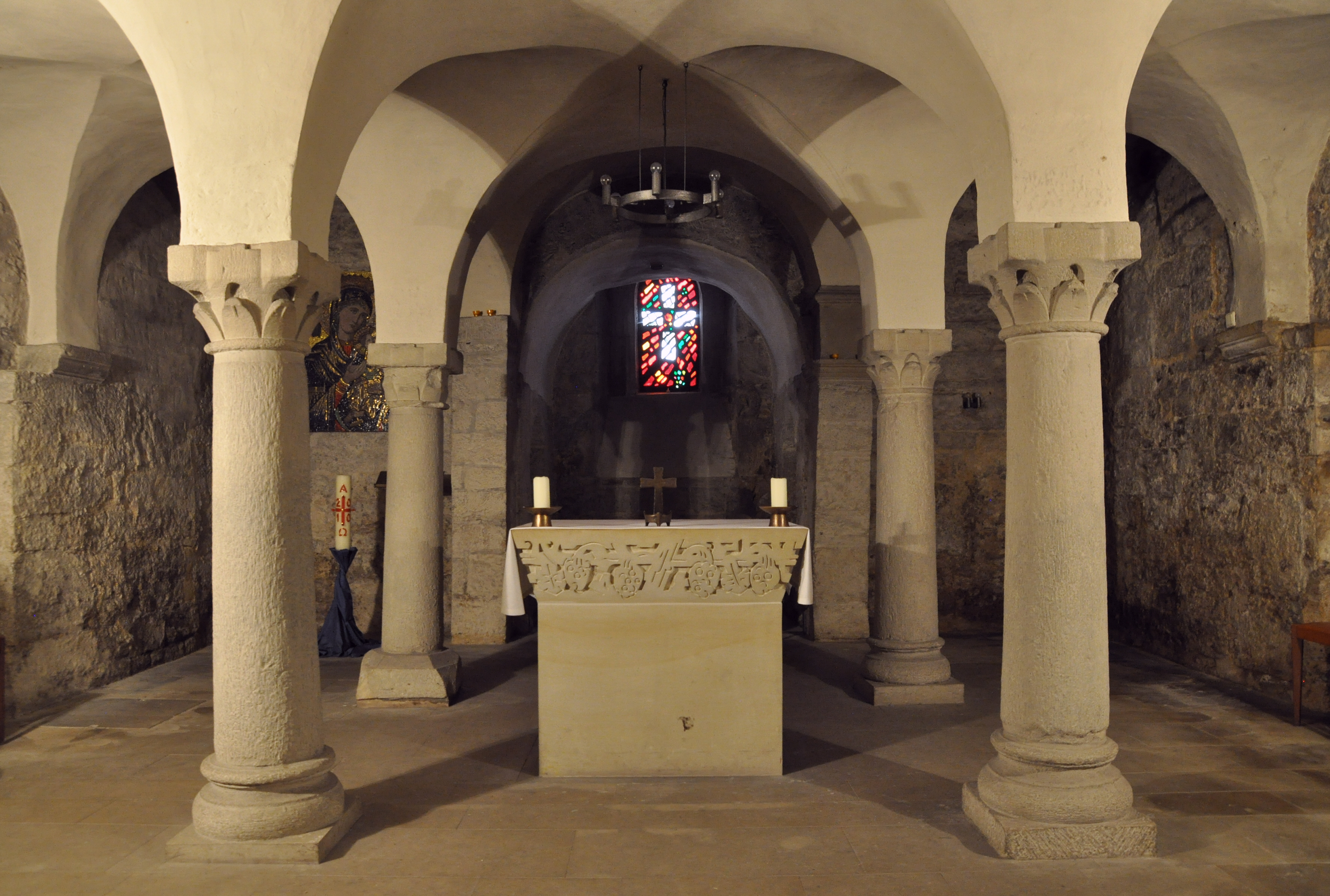
Krypta

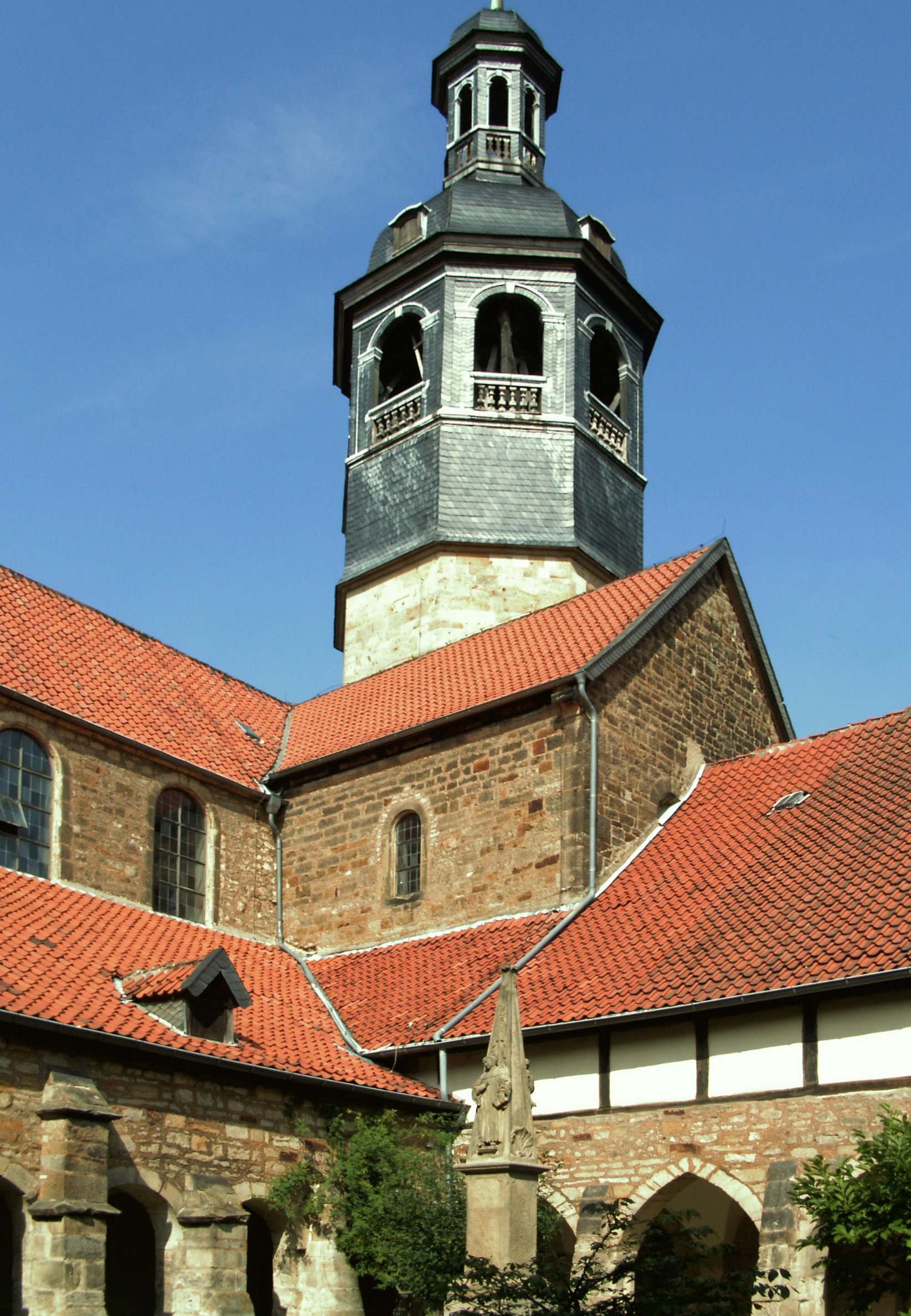
Kreuzgang, Südquerhaus, Chorturm

Die Mauritiuskirche ist eine dreischiffige Basilika mit Querhaus und Chorturm. Die Säulenreihen ohne Stützenwechsel sind in Norddeutschland „einzigartig“. Nur die seit 1527 zerstörte Kirche des Stifts St. Peter bei Goslar hatte noch das gleiche Innen-Aussehen, nämlich Säulen ohne Pfeilereinstellungen. Es ist sehr wahrscheinlich, dass Benno auch der Architekt von St. Peter-Goslar gewesen ist.
Die ebenfalls romanische Krypta hat einen neunjochigem Hauptraum und wird seit der Umgestaltung 1971 wieder für Gottesdienste genutzt. 
In der Mitte des Kreuzgangs befindet sich auf einem Brunnen ein Denkmal, das den heiligen Bernhard von Clairvaux und die Jungfrau Maria zeigt. Es stand bis zur Säkularisation im Kloster Marienrode, wo sich heute eine Kopie befindet.

## Orgel

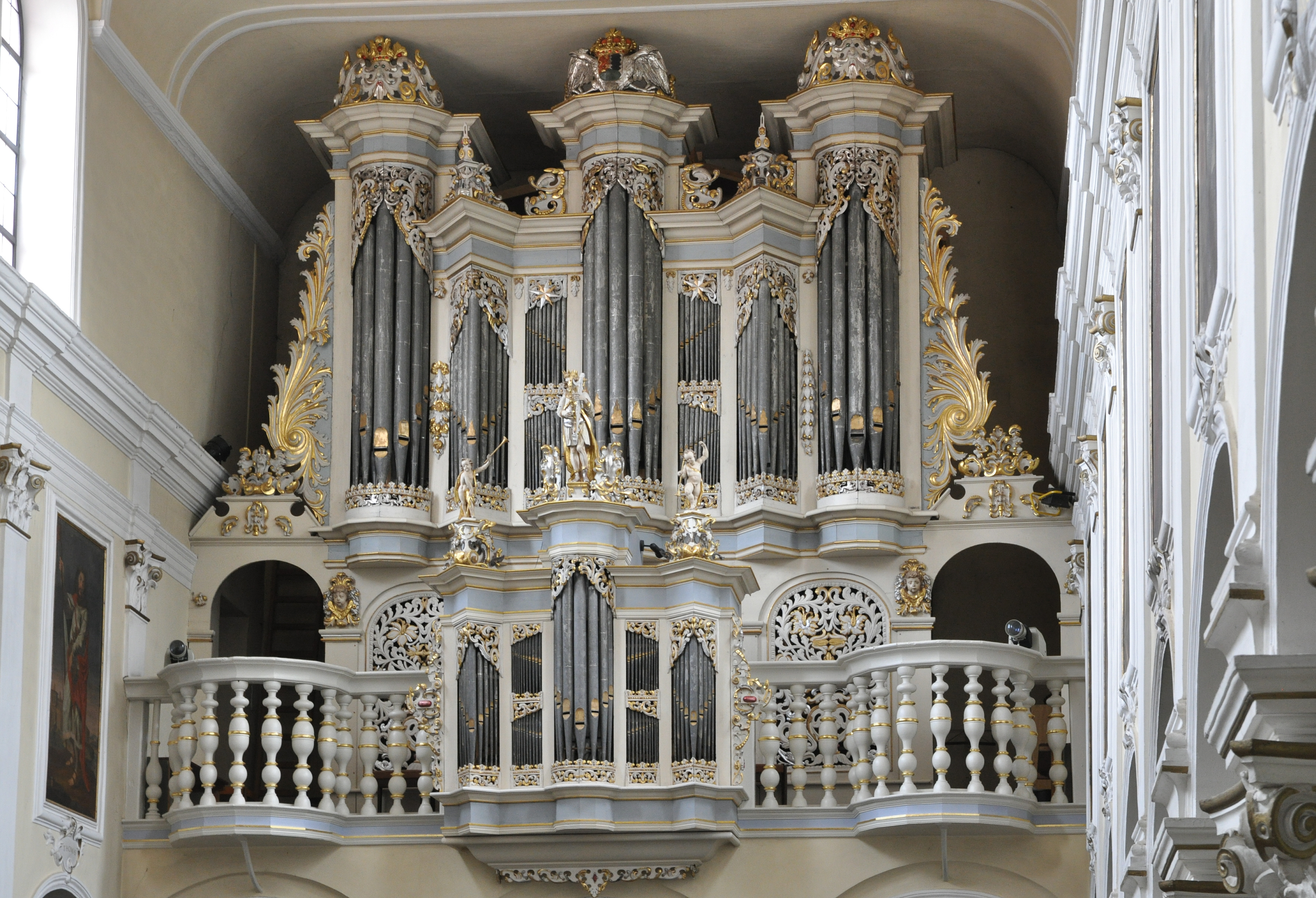
Orgelprospekt

Die Orgel wurde 1687 von dem Orgelbauer Martin Vater (Hannover) mit 25 Registern auf zwei Manualen und Pedal erbaut. In diesem Instrument wurde Pfeifenmaterial aus den Jahren 1524 bzw. 1568 wiederverwendet. Im Laufe der Zeit wurde die Orgel mehrfach umgebaut und verändert. 1978 wurde das Instrument durch die Orgelbaufirma Gebrüder Hillebrand (Altwarmbüchen) neu erbaut, und um ein schwellbares Unterwerk erweitert. Das rein mechanische Instrument hat 33 Register auf drei Manualen und Pedal.